# 少年悍將GO！大戰少年悍將
《少年悍將GO！大戰少年悍將》（英語：Teen Titans Go! Vs. Teen Titans） 是一部2019年非影院首映的美國超級英雄動畫電影，基於《少年悍將GO！》的同名漫畫改編。華納兄弟宣布推出TTO和原版2003版《少年悍將》的交叉版本。2019年6月26日，IGN在YouTube上發布了獨家官方預告片 。它於2019年7月21日在聖地亞哥動漫展首播，隨後於2019年9月24日發布數位版，10月15日發行DVD和藍光版。
講述《少年悍將Go！》中的泰萊剛（酷姬的父親）與《少年悍將》中的自己共事，準備統治所有平行宇宙，而兩隊個性與風格截然不同的悍將如何合作，阻止這次的危機便是故事的主線劇情。

## 主要角色
- 羅賓 (TTO)
- 羅賓 (TT)
- 野獸男孩 (TTO)
- 野獸男孩 (TT)
- 鋼骨 (TTO)
- 鋼骨 (TT)
- 渡鴉 (TTO)
- 渡鴉 (TT)
- 星火 (TTO)
- 星火 (TT)
- 特力貢(TTO)（英语：Trigon (comics)）
- 特力貢(TT)（英语：Trigon (comics)）
- 聖誕老人
- 聖誕夫人

## 資料來源

### 腳註
1. ↑  WORLD PREMIERE AND PANEL FOR TEEN TITANS GO! VS. TEEN TITANS COMING TO SAN DIEGO COMIC-CON! | Nuke The Fridge
2. ↑  Whitbrook, James.  (新闻稿). i09.   [25 October 2018]. （原始内容存档于2019-07-30）.
3. ↑  . June 26, 2019  [June 27, 2019]. （原始内容存档于2019-07-29）.
4. ↑  .   [2019-08-01]. （原始内容存档于2019-07-22）.

## 外部連結
- 互联网电影数据库（IMDb）上《Teen Titans Go! Vs. Teen Titans》的资料（英文）